# Eugen Fender
Eugen Fender (* 7. Januar 1872 in Brackenheim; † 20. Juni 1932 in Böblingen) war ein deutscher Oberamtmann.

## Leben
Fender studierte von 1891 bis 1896 Rechtswissenschaften in Tübingen. Seit 1879 war er Mitglied der Studentenverbindung Tübinger Königsgesellschaft Roigel.  Er legte 1896 die erste und 1898 die zweite höhere Verwaltungsdienstprüfung ab.
Danach trat er 1898 in die württembergische Innenverwaltung ein. Er leitete von 1913 bis 1918 als Oberamtmann das Oberamt Balingen. Anschließend war er von 1918 bis 1919 Regierungsrat bei der Zentralstelle für Gewerbe und Handel. 1919 wurde er Kollegialrat bei der Ministerialabteilung für das Hochbauwesen. Er wurde 1920 Regierungsrat auf gehobener Stelle, 1921 Oberregierungsrat und 1931 Ministerialrat. 1931 wurde er nebenamtlicher Beisitzer beim Dienststrafhof für Körperschaftsbeamte in Stuttgart.